# Uttara Phalguni (nakszatra)
Uttara Phalguni (dewanagari उत्तराफाल्गुनी, उत्तर फाल्गुनी) – nakszatra, rezydencja księżycowa; w całości położona w znaku Panny.